# Полиморфизм длин рестрикционных фрагментов
Полиморфизм длин рестрикционных фрагментов (ПДРФ, англ. Restriction fragment length polymorphism, RFLP) — способ исследования геномной ДНК путём разрезания ДНК с помощью эндонуклеаз рестрикции и дальнейшего анализа размеров образующихся фрагментов (рестриктов) путём гель-электрофореза (электрофореза ДНК).
При использовании данного исследования получаются различные результаты от различных образцов, и при помощи ПДРФ можно идентифицировать некоторые различия в последовательности нуклеотидов ДНК, в случае, когда они располагаются в сайте рестрикции. Ввиду того, что технологии секвенирования ДНК могут охарактеризовать ДНК очень точно, ПДРФ был разработан как первый и дешёвый метод для массового применения. Анализ разнообразия ПДРФ является важным инструментом в картировании генома, локализации генов, ответственных за генетические заболевания, определения риска заболевания, получения генетических отпечатков и определения родства.